# Louhossoa
Louhossoa település Franciaországban, Pyrénées-Atlantiques megyében. Lakosainak száma 871 fő (2022. január 1.). Louhossoa Bidarray, Cambo-les-Bains, Itxassou és Macaye községekkel határos.

## Népesség
A település népességének változása:
| Lakosok száma | 891  | 922  | 923  | 887  | 869  | 858  | 864  | 856  | 871  |
|               | 2013 | 2015 | 2016 | 2017 | 2018 | 2019 | 2020 | 2021 | 2022 |